# Антоневич, Николай Михайлович
Никола́й Миха́йлович Антоне́вич (16 февраля 1944, Москва) — советский футболист, защитник. Мастер спорта.

## Карьера
Сын футболиста и тренера Михаила Антоневича.
С 1962 по 1968 год выступал за ЦСКА, дебютировав в чемпионате в 1965 году. На один сезон перешёл в ростовский СКА. В 1970 и 1971 годах в составе московского «Динамо» сыграл два матча в чемпионате и три в Кубке. Первый матч Антоневича в первенстве пришёлся на встречу с ЦСКА за чемпионство. При счёте 3:1 в пользу «Динамо», Антоневич не реализовал несколько хороших моментов, а в эпизоде с пенальти подсказал своему вратарю Владимиру Пильгую куда будет бить Владимир Поликарпов и оказался неправ. В 1972 году был в составе московского «Торпедо», но не сыграв ни одного матча перешёл во владимирское «Торпедо».

## Достижения
«Динамо»
- Обладатель Кубка СССР: 1970